# Orajõe
Orajõe este o arie protejată (arie specială de conservare — SAC, sit de importanță comunitară — SCI) din Estonia întinsă pe o suprafață de 116,1 ha, integral pe uscat.

## Localizare
Centrul sitului Orajõe este situat la coordonatele 57°56′48″N 24°23′45″E / 57.9467°N 24.3957°E.

## Înființare
Situl Orajõe a fost declarat sit de importanță comunitară în aprilie 2004 pentru a proteja 1 specie de animale. Situl a fost protejat și ca arie specială de conservare în mai 2007.

## Biodiversitate
Situată în ecoregiunea boreală, aria protejată conține 2 habitate naturale: Dune împădurite din regiunile atlantică, continentală și boreală, Taiga vestică.
La baza desemnării sitului se află o specie protejată de  mamifere: liliac de iaz (Myotis dasycneme).
Pe lângă speciile protejate, pe teritoriul sitului au mai fost identificate 4 specii de plante.